# Abe Mitchell
Henry Abraham Mitchell (East Grinstead, 18 januari 1887 – St Albans, 11 juni 1947) was een Engelse golfer.

## Amateur
Abe Mitchell won met zijn team in 1910 de interland tegen Schotland. Tevens won hij twee keer de Golf Illustrated Gold Vase op de Sunningdale Golf Club. Hij verloor in 1912 de finale van John Ball jr. bij het Brits Amateurkampioenschap. Als amateur speelde hij ook twee keer in het Brits Open.

### Gewonnen
- 1910: Golf Illustrated Gold Vase
- 1913: Golf Illustrated Gold Vase

## Professional
Mitchell werd in 1913 professional. Hij won drie keer de News of the World Match Play, dat na het Brits Open het belangrijkste toernooi in zijn land was.

Van 1920-1925 gaf hij les op de North Foreland Golf Club, daarna werd hij de privéleraar van Samuel Ryder, die hem in 1927 tot captain benoemde van het eerste Ryder Cup team. Helaas kreeg Mitchell blindedarmontsteking en moest hij de reis naar de Verenigde Staten afzeggen. Sam Ryder stelde de trofee beschikbaar, bovenop staat een golfer met het gezicht van Mitchell.
Mitchell leefde in een tijd dat veel Britse golfprofessionals naar de Verenigde Staten trokken, om les te geven en om te spelen. In 1900 waren Harry Vardon en John Henry Taylor hem voorgegaan, en Vardon won meteen het US Open, Taylor eindigde op de 2de plaats. In 1913 kwam Vardon met Ted Ray naar Amerika. Zij haalden de play-off van het US Open, maar verloren die van Francis Ouimet. In 1921 ging Mitchell met George Duncan naar Amerika. Samen speelden ze ook een demonstratietoernooi. Bij het US Open van 1921 stond Mitchell na ronde 2 aan de leiding, maar nadat hij in ronde 3 84 scoorde, trok hij zich terug. In 1922 behaalde hij zijn eerste overwinning in Amerika.

### Gewonnen
Onder meer:
Europa
- 1919: News of the World Match Play, British Open "Victory Open" St Andrews (joint winner with George Duncan)
- 1920: News of the World Match Play, Kent Championship
- 1921: Glasgow Herald Tournament
- 1922: Glasgow Herald Tournament
- 1924: Evening Standard Moor Park
- 1925: Northern Professional Championship, Evening Standard Tournament
- 1926: Evening Standard Tournament, Roehampton Invitation
- 1927: Roehampton Invitation, Daily Mail Tournament
- 1928: Roehampton Invitation
- 1929: News of the World Match Play, Irish Open
- 1932: Bristol Evening World

Verenigde Staten
- 1922: Southern Open (tie met Leo Diegel)
- 1924: Miami Open

### Teams
- Ryder Cup: 1929, 1931, 1933

## De Majors
| Major         | 1910 | 1911 | 1912 | 1913 | 1914 | 1915 | 1916 | 1917 | 1918 | 1919 |
| ------------- | ---- | ---- | ---- | ---- | ---- | ---- | ---- | ---- | ---- | ---- |
| US Open       | =    | =    | =    | =    | =    | =    | =    | WWI  | WWI  | =    |
| Brits Open    | =    | cut  | =    | T53  | T4   | WWI  | WWI  | WWI  | WWI  | WWI  |
| Brits Amateur | HF   | KF   | 2    | R128 |      |      |      |      |      |      |
|               | 1920 | 1921 | 1922 | 1923 | 1924 | 1925 | 1926 | 1927 | 1928 | 1929 |
| US Open       | =    | WD   | T17  | =    | =    | =    | =    | =    | =    | =    |
| Brits Open    | 4    | T13  | 19   | T8   | cut  | 5    | T5   | =    | T21  | T4   |
|               | 1930 | 1931 | 1932 | 1933 | 1934 | 1935 | 1936 | 1937 | 1938 | 1939 |
| US Open       | =    | WD   | =    | =    | =    | =    | =    | =    | =    | =    |
| Brits Open    | T13  | T12  | T10  | T7   | =    | cut  | =    | =    | =    | cut  |

WWI= Toernooi geannuleerd wegens Eerste Wereldoorlog

HF = halve finale, KF = kwart finale

WD = withdrawn = teruggetrokken

## Referentie
1. ↑  Mitchell en Duncan naar de Amerika